# Everything in Its Right Place
«Everything in Its Right Place» es la primera canción del álbum Kid A, del grupo británico de rock alternativo, Radiohead.

## Grabación y estilo musical
La canción fue escrita por Thom Yorke en una noche, con su piano en su casa. Esta canción es la que abre el álbum, y tiene un sonido mucho más alejado de las canciones de los álbumes anteriores de Radiohead, con muchos sintetizadores, arreglos y samples, acercándose a un sonido mucho más electrónico que el de sus anteriores trabajos, aunque, a pesar de esto, fue muy bien recibida por el público en general. "Compré un piano para mi casa, uno bonito y agradable, un baby grand. Y esto fue lo primero que escribí en él. Y soy un pianista de mierda. Recuerdo esta cita de Tom Waits de hace años, que lo que lo mantiene en marcha como compositor es su completa ignorancia de los instrumentos que está usando. Así que todo es una novedad. Esa es una de las razones por las que quería entrar en computadoras y sintetizadores, porque no entendía cómo coño funcionaban. no tenía idea de lo que significaba ASDR " 

## Significado de la canción
En la línea, "Yesterday I woke up sucking a lemon" (Ayer me desperté chupando un limón), aparentemente hace referencia a la reacción a un limón muy ácido. Yorke reveló en una entrevista que, si bien la promoción de OK Computer (1997), le dijeron que con frecuencia exhibían una mirada "ácida". Otras letras dicen que se ha elaborado al azar de un sombrero en un proceso inspirado por el artista Tristan Tzara, en sus instrucciones de "Cómo hacer una poema dada" aparecía en la página web de Radiohead en aquel momento.